# Avet
L'Avet è una pista sciistica situata a Soldeu, nel comprensorio sciistico di Grandvalira, nel Principato di Andorra. Sul pendio, che si snoda sul Tosa dels Espiolets, si tengono gare di slalom gigante e di slalom speciale della Coppa del Mondo di sci alpino. È una delle due piste andorrane su cui si tengono gare del massimo circuito, insieme all'Àliga, sulla quale si tengono le gare veloci.

## Albo d'oro

### Uomini

#### Slalom gigante
| Data                               | Competizione  | Primo             | Secondo              | Terzo         |
| ---------------------------------- | ------------- | ----------------- | -------------------- | ------------- |
| Coppa del Mondo di sci alpino 2019 | 16 marzo 2019 | Alexis Pinturault | Marco Odermatt       | Žan Kranjec   |
| Coppa del Mondo di sci alpino 2023 | 18 marzo 2023 | Marco Odermatt    | Henrik Kristoffersen | Marco Schwarz |

#### Slalom speciale
| Data                               | Competizione  | Primo            | Secondo        | Terzo                |
| ---------------------------------- | ------------- | ---------------- | -------------- | -------------------- |
| Coppa del Mondo di sci alpino 2019 | 17 marzo 2019 | Clément Noël     | Manuel Feller  | Daniel Yule          |
| Coppa del Mondo di sci alpino 2023 | 19 marzo 2023 | Ramon Zenhäusern | Lucas Braathen | Henrik Kristoffersen |

### Donne

#### Slalom gigante
| Data                               | Competizione     | Prima            | Seconda                 | Terza           |
| ---------------------------------- | ---------------- | ---------------- | ----------------------- | --------------- |
| Coppa del Mondo di sci alpino 2012 | 12 febbraio 2012 | Tessa Worley     | Tina Maze               | Maria Riesch    |
| Coppa del Mondo di sci alpino 2019 | 17 marzo 2019    | Mikaela Shiffrin | Alice Robinson          | Petra Vlhová    |
| Coppa del Mondo di sci alpino 2023 | 19 marzo 2023    | Mikaela Shiffrin | Thea Louise Stjernesund | Valérie Grenier |
| Coppa del Mondo di sci alpino 2024 | 10 febbraio 2024 | Lara Gut         | Alice Robinson          | A J Hurt        |

#### Slalom speciale
| Data                               | Competizione     | Prima              | Seconda          | Terza            |
| ---------------------------------- | ---------------- | ------------------ | ---------------- | ---------------- |
| Coppa del Mondo di sci alpino 2012 | 11 febbraio 2012 | Marlies Schild     | Frida Hansdotter | Kathrin Zettel   |
| Coppa del Mondo di sci alpino 2019 | 16 marzo 2019    | Mikaela Shiffrin   | Wendy Holdener   | Petra Vlhová     |
| Coppa del Mondo di sci alpino 2023 | 18 marzo 2023    | Petra Vlhová       | Leona Popović    | Mikaela Shiffrin |
| Coppa del Mondo di sci alpino 2024 | 11 febbraio 2024 | Anna Swenn Larsson | Zrinka Ljutić    | Paula Moltzan    |